# Campionati europei di atletica leggera indoor 2005 - Salto con l'asta maschile
In questa pagina sono riportati i risultati del salto con l'asta maschile dei Campionati europei di atletica leggera indoor 2005.

## Qualificazioni
Gruppo A
| Posizione | Atleta                 | Nazione | Misura | 5.20 | 5.40 | 5.60 | 5.70 |
| --------- | ---------------------- | ------- | ------ | ---- | ---- | ---- | ---- |
| 1         | Artem Kuptsov          | RUS     | 5.70   | -    | o    | xo   | o    |
| 2         | Tim Lobinger           | GER     | 5.70   | -    | xo   | xxo  | o    |
| 3         | Fabian Schulze         | GER     | 5.70   | -    | xo   | xo   | xxo  |
| 4         | Spas Bukhalov          | BUL     | 5.60   | -    | o    | o    | xxx  |
| 4         | Konstadínos Filippídis | GRE     | 5.60   | o    | o    | o    | xxx  |
| 6         | Vesa Rantanen          | FIN     | 5.60   | -    | xo   | o    | xxx  |
| 6         | Ruslan Yeremenko       | UKR     | 5.60   | -    | xo   | o    | xxx  |
| 8         | Nick Buckfield         | GBR     | 5.40   | -    | o    | xxx  |      |
| 8         | Jesper Fritz           | SWE     | 5.40   | o    | o    | xxx  |      |
| 8         | Vladyslav Revenko      | UKR     | 5.40   | o    | o    | xx-  | x    |
| 11        | Igor Alekseev          | BLR     | 5.40   | xxo  | o    | xxx  |      |
| 12        | Adam Kolasa            | POL     | 5.40   | -    | xo   | xx-  | x    |
| 13        | Vincent Favretto       | FRA     | 5.20   | o    | xxx  |      |      |

Gruppo B
| Posizione | Atleta                 | Nazione | Misura | 5.20 | 5.40 | 5.60 | 5.70 |
| --------- | ---------------------- | ------- | ------ | ---- | ---- | ---- | ---- |
| 1         | Igor' Pavlov           | RUS     | 5.70   | -    | o    | xo   | o    |
| 2         | Alhaji Jeng            | SWE     | 5.70   | -    | o    | o    | xo   |
| 3         | Denys Yurchenko        | UKR     | 5.70   | -    | xo   | xo   | xo   |
| 4         | Jean Galfione          | FRA     | 5.70   | -    | xo   | xxo  | xo   |
| 5         | Björn Otto             | GER     | 5.70   | -    | xo   | o    | xxo  |
| 6         | Javier Sebastian Gazol | SPA     | 5.60   | o    | o    | xo   | xxx  |
| 7         | Mikko Latvala          | FIN     | 5.60   | -    | xxo  | xo   | xxx  |
| 8         | Ilian Efremov          | BUL     | 5.40   | -    | o    | xxx  |      |
| 8         | Laurens Looije         | NLD     | 5.40   | o    | o    | xxx  |      |
| 8         | Kevin Rans             | BEL     | 5.40   | -    | o    | xxx  |      |
| 11        | Damiel Dossevi         | FRA     | 5.40   | -    | xo   | xxx  |      |
| 11        | Dennis Kholev          | ISR     | 5.40   | -    | xo   | xxx  |      |
| 13        | Pavel Gerasimov        | RUS     | DNQ    | -    | xxx  |      |      |

Riepilogo qualificazioni

(qualificati atleti con 5.75 o con le migliori 8 misure)
| Posizione | Atleta                 | Nazione | Misura | Esito |
| --------- | ---------------------- | ------- | ------ | ----- |
| 1         | Artem Kuptsov          | RUS     | 5.70   | q     |
| 1         | Igor' Pavlov           | RUS     | 5.70   | q     |
| 3         | Tim Lobinger           | GER     | 5.70   | q     |
| 4         | Alhaji Jeng            | SWE     | 5.70   | q     |
| 5         | Denys Yurchenko        | UKR     | 5.70   | q     |
| 6         | Jean Galfione          | FRA     | 5.70   | q     |
| 7         | Björn Otto             | GER     | 5.70   | q     |
| 8         | Fabian Schulze         | GER     | 5.70   | q     |
| 9         | Spas Bukhalov          | BUL     | 5.60   |       |
| 9         | Konstadínos Filippídis | GRE     | 5.60   |       |
| 11        | Vesa Rantanen          | FIN     | 5.60   |       |
| 11        | Ruslan Yeremenko       | UKR     | 5.60   |       |
| 13        | Javier Sebastian Gazol | SPA     | 5.60   |       |
| 14        | Mikko Latvala          | FIN     | 5.60   |       |
| 15        | Nick Buckfield         | GBR     | 5.40   |       |
| 15        | Ilian Efremov          | BUL     | 5.40   |       |
| 15        | Jesper Fritz           | SWE     | 5.40   |       |
| 15        | Laurens Looije         | NLD     | 5.40   |       |
| 15        | Kevin Rans             | BEL     | 5.40   |       |
| 15        | Vladyslav Revenko      | UKR     | 5.40   |       |
| 21        | Igor Alekseev          | BLR     | 5.40   |       |
| 22        | Damiel Dossevi         | FRA     | 5.40   |       |
| 22        | Dennis Kholev          | ISR     | 5.40   |       |
| 22        | Adam Kolasa            | POL     | 5.40   |       |
| 25        | Vincent Favretto       | FRA     | 5.20   |       |

### Finale
| Pos. | Atleta          | Nazione | Misura | 5.40 | 5.50 | 5.60 | 5.70 | 5.75 | 5.80 | 5.85 | 5.90 | 5.95 | 6.00 |
| ---- | --------------- | ------- | ------ | ---- | ---- | ---- | ---- | ---- | ---- | ---- | ---- | ---- | ---- |
| 1    | Igor' Pavlov    | RUS     | 5.90   | -    | o    | -    | xo   | o    | o    | xo   | o    | x-   | x    |
| 2    | Denys Yurchenko | UKR     | 5.85   | -    | -    | xo   | -    | o    | -    | xo   | x-   | xx   |      |
| 3    | Tim Lobinger    | GER     | 5.80   | -    | o    | -    | xxo  | -    | o    | x-   | xx   |      |      |
| 4    | Otto Björn      | GER     | 5.70   | o    | -    | xxo  | o    | xxx  |      |      |      |      |      |
| 5    | Fabian Schulze  | GER     | 5.70   | o    | -    | o    | xxo  | xxx  |      |      |      |      |      |
| 6    | Jean Galfione   | FRA     | 5.60   | o    | -    | o    | xxx  |      |      |      |      |      |      |
| 7    | Artem Kuptsov   | RUS     | 5.60   | o    | -    | xxo  | xxx  |      |      |      |      |      |      |
| 8    | Alhaji Jeng     | SWE     | 5.50   | -    | xo   | -    | xxx  |      |      |      |      |      |      |